# Igors Tarasovs
Igors Tarasovs (* 16. října 1988, Riga, Lotyšská SSR, SSSR) je lotyšský fotbalový záložník a reprezentant, od roku 2017 hráč klubu Śląsk Wrocław.

## Klubová kariéra
Tarasovs působil v Lotyšsku v klubech Skonto FC, Olimps/RFS a FK Ventspils. Se Skontem získal i jeden ligový titul (2010) a jedno prvenství v Baltské fotbalové lize (2011).
V roce 2012 odmítl prodloužit se Skontem Riga smlouvu a šel na testy do ázerbájdžánského klubu Inter Baku, kde neuspěl. Další, tentokrát úspěšné testy následovaly v jiném ázerbájdžánském klubu Simurq PIK, kde nakonec působil od února do července 2012. Poté se vrátil do Lotyšska, nyní do klubu FK Ventspils, s nímž získal v roce 2013 double, tedy ligový titul a triumf v národním poháru.
V lednu 2014 byl na testech v FC Baník Ostrava.

## Reprezentační kariéra
Působil v lotyšské reprezentaci do 21 let.
V A-mužstvu Lotyšska debutoval 3. března 2010 v přátelském utkání v Luandě proti reprezentaci Angoly. Dostal se na hřiště v 73. minutě zápasu, který skončil remízou 1:1.